# Souksavanh Tonsacktheva
Souksavanh Tonsacktheva (ur. 12 sierpnia 1988 w Wientian) – lekkoatleta z Laosu, sprinter, którego specjalizacją był bieg na 100 metrów. Jego rekord życiowy na tym dystansie wynosi 10,80 s. Uczestniczył w igrzyskach olimpijskich w Pekinie. W eliminacjach startował w szóstym biegu. Zajął w nim ostatnie miejsce z czasem 11,51 sek.

## Rekordy życiowe
| Dystans       | Wynik (s) | Miejsce  | Data                 |
| ------------- | --------- | -------- | -------------------- |
| bieg na 60 m  | 7,34      | Pattaya  | 10 lutego 2006       |
| bieg na 100 m | 10,80     | Wientian | 11 października 2009 |